# Balta (Ucrânia)
Balta (ucraniano: Балта; romeno: Balta) é uma cidade do oblast de Odessa (região administrativa) localizada no sudoeste da Ucrânia. A cidade é a capital do distrito de Baltsky Raion e está localizada a aproximadamente 200 quilômetros da capital do oblast (Odessa). A cidade foi fundada no século XVI e sua população atual é estimada em 20.000 habitantes.

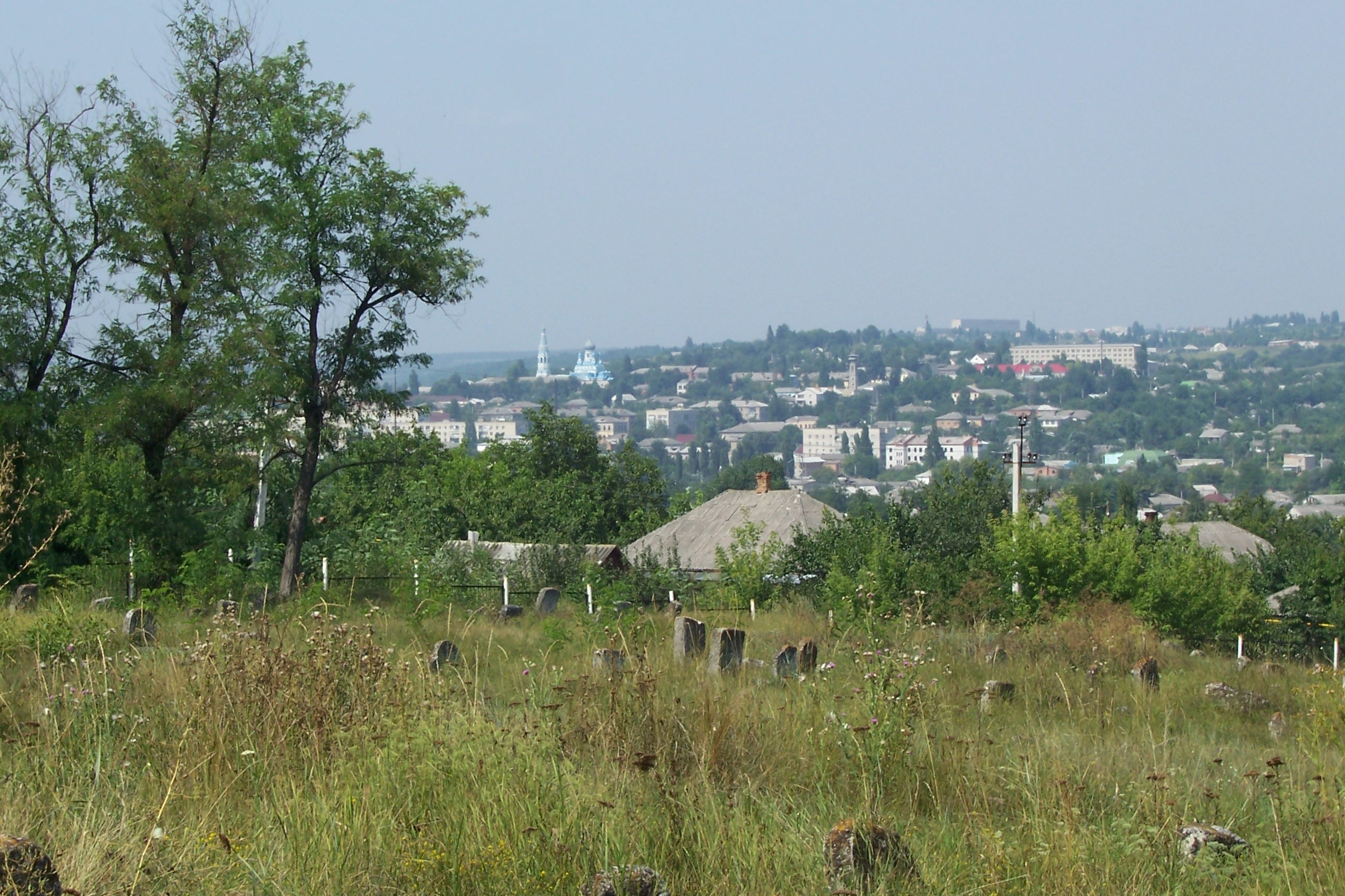
Velho cemitério judeu em Balta, 2005

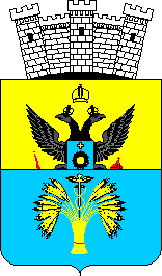
Brasão da cidade de Balta